# Публій Ліциній Кальв Есквілін
Пу́блій Ліци́ній Кальв Есквілі́н (лат. Publius Licinius Calvus Esquilinus; близько 460 до н. е. — після 396 до н. е.) — політичний, державний та військовий діяч Римської республіки, військовий трибун з консульською владою 400 і 396 років до н. е.

## Життєпис
Походив зі впливового плебейського роду Ліциніїв. Син Публія Ліцинія. Був єдиноутробним братом або братом з усиновлення Гнея Корнелія Косса, військового трибуна з консульською владою 406, 404, 401 років до н. е. 
Довгі роки був членом сенату. Послідовно проводив помірну політику замирення з плебеями.
У літньому віці його було обрано військовим трибуном з консульською владою на 400 рік до н. е. разом з Луцієм Тітінієм Пансою Сакком, Публієм Манлієм Вульсоном, Публієм Мелієм Капітоліном, Спурієм Фурієм Медулліном і Луцієм Публілієм Філоном Вульском в ході запеклої боротьби за доступ плебеїв в цю колегію. Він став одним з трьох плебеїв, які були трибунами цієї каденції.
У 398 році до н. е. в складі посольства вирушив до Дельф за тлумаченням надзвичайно високого підйому води в Альбанскому озері.
396 року до н. е. його вдруге обрано військовим трибуном з консульською владою. Втім замість нього на його прохання було обрано його сина. Після захоплення міста Вейї висловився в сенаті за те, щоб усі охочі громадяни могли взяти участь у розподілі здобичі. Ця пропозиція була прийнята. Помер невдовзі після цього.

## Родина
- Публій Ліциній Кальв Есквілін Молодший, військовий трибун з консульською владою 396 року до н. е.